# Барминская
 Барминская  — деревня в Лузском муниципальном округе Кировской области.

## География
Расположена на расстоянии менее 4 км по прямой на юг от районного центра города Луза на левобережье реки Луза.

## История
Известна с 1620 года как деревня с 3 дворами, в 1765 году 14 душ мужского пола. В 1859 году здесь дворов 2 и жителей 3, в 1926 10 и 50, в 1989 14 жителей . До конца 2020 года находилась в составе Лузского городского поселения.

## Население
Постоянное население составляло 10 человек (русские 90%) в 2002 году, 1 в 2010.